# 激浪派

《激浪派宣言》，1963，喬治·麥素納斯

激浪派（Fluxus）是1960年代至1970年代間活躍的一個激進的國際文藝流派。他們提出了一些新的藝術主張，如迪克·希金斯的“中介藝術”、亨利·弗林特的“觀念藝術”和白南准和沃尔夫·福斯特尔的“錄像藝術”。受到杜尚的影響，大多數激浪派藝術家以反商業和反藝術為己任，強調概念而非成品的重要性。而Fluxus一詞則由喬治·麥素納斯創造于1961年。
1960年代的許多實驗藝術家都屬於這一流派，威斯巴登、哥本哈根、斯德哥爾摩、阿姆斯特丹、倫敦和紐約都有大量激浪派藝術家存在。他們的興趣極為廣泛，而互相之間亦有衝突。比如儘管激浪派創始人之一的喬治·麥素納斯發表過所謂的《激浪派宣言》，但很少有其他激浪派藝術家對他的說法表示讚同，甚至很多藝術家都不認為他屬於激浪派。雖然如此，激浪派也在一定程度上對開放“藝術”之定義做出了貢獻。

## 外部連結
- Links at Ubuweb:
  - Samples of Fluxus Audio （页面存档备份，存于） on the Tellus Audio Cassette Magazine
  - An Anthology of Chance Operations (1963) （页面存档备份，存于）
  - FluxFilms (1962–1970) in MPEG format （页面存档备份，存于）
- Interview with Ken Friedman
- European Fluxus Festivals 1962–1977 （页面存档备份，存于）
- John Cage on I've Got A Secret performing Water Walk, January 1960, from the same era as his teaching classes at the New School （页面存档备份，存于）
- MOMA online archive of Fluxus 1, Fluxkit and Flux Year Box 2 （页面存档备份，存于）
- Museum Fluxus+ Potsdam, Germany （页面存档备份，存于）
- Museo Vostell Malpartida （页面存档备份，存于）, Cáceres, Spain.
- Subjugated Knowledges exhibition catalogue （页面存档备份，存于）
- The Copenhagen Fluxus Archive （页面存档备份，存于）
- Dick Higgins collection at the University of Maryland, Baltimore County